# Bekännelseskrifter
Bekännelseskrifter är skriftliga sammanställningar av de bekännelser och symbola som gäller som norm för läran och är auktoriserade från kyrkligt eller teologiskt håll.

## De fornkyrkliga trosbekännelserna
De fornkyrkliga trosbekännelserna (även universalsymbola) är de tre trosbekännelser som inom den Kristna kyrkan utgör de absoluta råmärkena för vad som är kristen tro.
Dessa är:
- Apostoliska trosbekännelsen
- Athanasianska trosbekännelsen
- Nicaenska trosbekännelsen

## Lutherska bekännelseskrifter
Lutherdomens viktigaste skrifter finns samlade i Konkordieboken. Denna antogs dock aldrig i Danmark.

### Konkordieboken
- De tre universalsymbola
  - Apostoliska trosbekännelsen
  - Nicaenska trosbekännelsen
  - Athanasianska trosbekännelsen
- Augsburgska bekännelsen
- Augsburgska bekännelsens apologi
- Schmalkaldiska artiklarna
- Om påvens makt och överhöghet
- Martin Luthers stora katekes
- Martin Luthers lilla katekes
- Konkordieformeln

### Svenska kyrkans grundläggande dokument
- Den Svenska Kyrkoordningen, antogs vid ett kyrkomöte i Uppsala 1572.
- Svenska kyrkans bekännelse av år 1593, som utkom i trycket 1594 under titeln Confessio Fidei, består av:
  - Apostoliska trosbekännelsen (västlig 200-400)
  - Nicenska trosbekännelsen (antagen 381)
  - Athanasianska trosbekännelsen (Spanien, Frankrike, Tyskland 400-700, antagen i Frankfurt 795)
  - Augsburgska bekännelsen 1530
  - Uppsala mötes beslut 1572
  - Uppsala mötes beslut 1593

- År 1686 antog riksdagen Konkordieboken, en bok som innehåller följande grundläggande dokument, förutom de tre ovanstående fornkyrkliga trosbekännelserna och den Augsburgska bekännelsen (däremot antogs inte de förord som ingår i den tyska upplagan):
  - Augsburgska bekännelsens apologi 1531
  - Schmalkaldiska artiklarna 1537
  - Om påvens makt och överhöghet 1537
  - Martin Luthers stora katekes 1528
  - Martin Luthers lilla katekes 1528
  - Konkordieformeln 1579

- Andra av Svenska kyrkan bejakade dokument enligt Centralstyrelsen (1993):
  - 1878 års katekesutveckling
  - Svenska kyrkans lära om kyrkan och ämbetet 1909
  - Kyrkornas Världsråds Konstitutioner §1
  - Lutherska Världsförbundets Konstitutioner §1
  - Svenska kyrkans officiella svar på Limadokumentet Baptism-Eucharist-Ministry
  - Biskopsmötets brev i viktiga teologiska frågor

- Överenskommelse om kyrkogemenskap mellan Svenska kyrkan och Filippinska oberoende kyrkan 1995

- Borgådeklarationen 1996

- ”Kyrkans böcker” är också grundläggande dokument:
  - Den svenska psalmboken (1986)
  - Den svenska kyrkohandboken I–II (1986)
  - Den svenska evangelieboken (2003)
  - En liten bönbok (2006)

## Reformerta bekännelseskrifter
Reformert dogmatik uttrycks i olika bekännelseskrifter. Några bekännelser delas av flera samfund. Olika samfund använder olika bekännelser, ofta grundat på historiska orsaker. Några av de bekännelser som ofta används är:
- Confessio gallicana (1559),
- Confessio scotiana (1560),
- Confessio belgica (författad 1561 tryckt 1562)
- Tre enhetsformulären
  - Heidelbergkatekesen (1563),
  - Confessio Belgica (1566),
  - Dortteserna (1619),
- Confessio helvetica posterior (1566)
- Westminster Standards 
  - Westminsterbekännelsen[död länk] (1646)
  - Westminsterbekännelsen lilla katekes[död länk] (1649)
  - Westminsters stora katekes[död länk] (1649)
- Baptist
  - 1689 Baptist Confession of Faith (1689)

## Bekännelseskrifter inom svensk frikyrklighet
Svenska frikyrkor har av tradition inga bekännelseskrifter. Man vill ha Bibeln som auktoritet och låta den troende själv läsa Bibeln utan att binda samvetet vid till exempel den Augsburgska bekännelsen. Man vill också vara öppen för att man kan lära sig nya saker i Bibeln, att man kan se en lära i ett nytt ljus och låta reformationen fortsätta, då vill man inte vara bunden till en detaljerad bekännelse. Ändå finns det några skrifter som ger en viss riktning åt några av de frikyrkliga rörelserna, utan att vara bindande och utan att ha någon auktoritet på Bibelns nivå.

### De fornkyrkliga trosbekännelserna
Det förekommer i många frikyrkor att man ibland läser de fornkyrkliga trosbekännelserna i gudstjänsten:
- Apostoliska trosbekännelsen
- Athanasianska trosbekännelsen
- Nicaenska trosbekännelsen

### Baptism
Baptister har ofta inte någon trosbekännelse, man har bibeln som auktoritet.  Europeiska Baptistfederationen har dock ett utlåtande om identitet som 17 punkter anger dess teologiska identitet. Man beskriver bland annat sin syn på bibeln som auktoritet, troendedopet, frälsaren Jesus Kristus som fullt människa och fullt gud, ansvaret för guds skapelse och kampen mot slaveri, rasism, apartheid och etnisk rensning. Som en ram för punkterna uttrycker de en längtan och förväntan över Jesu återkomst och avsluter med "Amen och Amen. Maranatha, kom, Herre Jesus, kom."  I Message from the Centenary Congress från 2005 års kongress beskrivs den teologiska grunden för Baptisternas Världsallians. 

### Svenska Missionskyrkan
Svenska Missionskyrkan antog år 2000 skriften Trons grund och innehåll . Man beskriver den som:
"Trons grund och innehåll är en bibelteologisk inledning till Svenska Missionskyrkans konstitution. Den beskriver huvudlinjen i kyrkans gemensamma tro, vilken är en utgångspunkt för den kyrko- och församlingssyn som anges i grundsatserna samt för livet i kyrkan och församlingarna som det återspeglas i ordningar och stadgar." 

### Evangeliska Frikyrkan
Evangeliska Frikyrkan beskriver sig i dokumentet Evangeliska frikyrkans tro och självförståelse som: 
- Evangelikal
- Missionsinriktad
- Baptistisk
- karismatisk

Flera församlingar i EFK ser Lausannedeklarationen som en viktig beskrivning av dess tro.

### Svenska Alliansmissionen
Svenska Alliansmissionen ger en klassiskt frikyrklig beskrivning av förhållandet till bekännelseskrifter:
"SAM har inga fastställda bekännelseskrifter utan följer principen att varje medlem är fri att med den heliga Andes ledning själv tolka Bibeln. I samfundets handbok för gudstjänstbruk används den Apostoliska trosbekännelsen. Som grund för ekumenisk samverkan i tex. Svenska Evangeliska Alliansen och delägande i tidningen Dagen finns Lausanne-deklarationen." 

### Sjundedagsadventisterna
Adventistmedlemmarna har alltid uppmuntrats att studera bibeln själva. Man har ingen fast lära eller formell trosbekännelse, men det finns 28 trospunkter som sammanfattar vad många adventister tror på.  Namnet sjundedagsadventister kommer från att rörelsens teologi föreskriver att lördagen är vilodagen, samt att man väntar på Jesu snara återkomst.

### Pingströrelsen i Sverige
Eftersom pingströrelsen består av självständiga församlingar finns inga enhetligt antagna trosbekännelser eller lärosatser. Dock har en homogenitet i lärofrågor vuxit fram under rörelsens historia. I likhet med alla andra kristna kyrkor ställer rörelsens församlingar sig bakom innehållet i de fornkyrkliga trosbekännelserna. Emellertid läses inte dessa regelmässigt som del av gudstjänstfirandet eller undervisningen.